# أناتولي شاري
أناتولي شاري (بالأوكرانية: Шарій Анатолій Анатолійович) هو صحفي ويوتيوبر أوكراني معارض ولد في 20 أغسطس من عام 1978 في كييف في الاتحاد السوفيتي، أتهمته وسائل الإعلام الأوكرانية في السنوات الأخيرة بدعمه لروسيا ضد أوكرانيا وكذلك دعمها في حربها على أوكرانيا لكنه نفى هذه الاتهامات، شاري معارض بارز لحكومة زيلينيسكي.